# Torre de Monturiol
La torre de Monturiol és un edifici de Gelida (Alt Penedès) protegit com a bé cultural d'interès local.

## Descripció
És una gran casa que recorda un petit palau francès del xviii. Consta de tres plantes, un soterrani i un mirador elevat. En algun indret, malgrat estar construïda el 1888 en estílistiques decadents d'un classicisme francès, hom hi comença a endevinar el modernisme. Del seu interior, cal destacar uns quadres de tema nàutic i dues grans pintures sobre tela de tema històric de gran valor artístic, col·locades al saló de tres naus, decorat també amb mobles d'estil vienès i un quadre amb una visió de la casa l'any 1915. A l'esplendorós parc -talment arrencat a una casa de Versalles- existeix un monument a Narcís Monturiol, instal·lat l'any 1941 amb el seu bust i la llegenda "Monturiol, 1819-1886", un brollador molt bonic, la soca descomunal d'una gran acàcia morta el 1964, i un pou que comunica amb la casa.

## Història
La vox populi sempre ha relacionat aquesta torre amb l'inventor del submarí, malgrat haver mort el 1886, dos anys abans d'inaugurar la casa, afirmant que havia estat a Gelida. Nosaltres atribuïm la relació d'aquesta casa amb la construcció del monument esmentat, fet el 1941 al jardí.